# NGC 1928
NGC 1928 (другое обозначение — ESO 56-SC106) — шаровое скопление в созвездии Золотой Рыбы, расположенное в Большом Магеллановом Облаке. Открыто Джеймсом Данлопом в 1826 году. Металличность скопления составляет −1,3, что соответствует удельному содержанию железа в 5% от солнечного значения, но среди шаровых скоплений Большого Магелланова Облака оно является самым богатым металлами. Это также одно из самых старых скоплений своей галактики, с возрастом не менее 12 миллиардов лет. Горизонтальная ветвь NGC 1928 содержит практически исключительно голубые звёзды.
Этот объект входит в число перечисленных в оригинальной редакции «Нового общего каталога».